# Tinnerbäcken

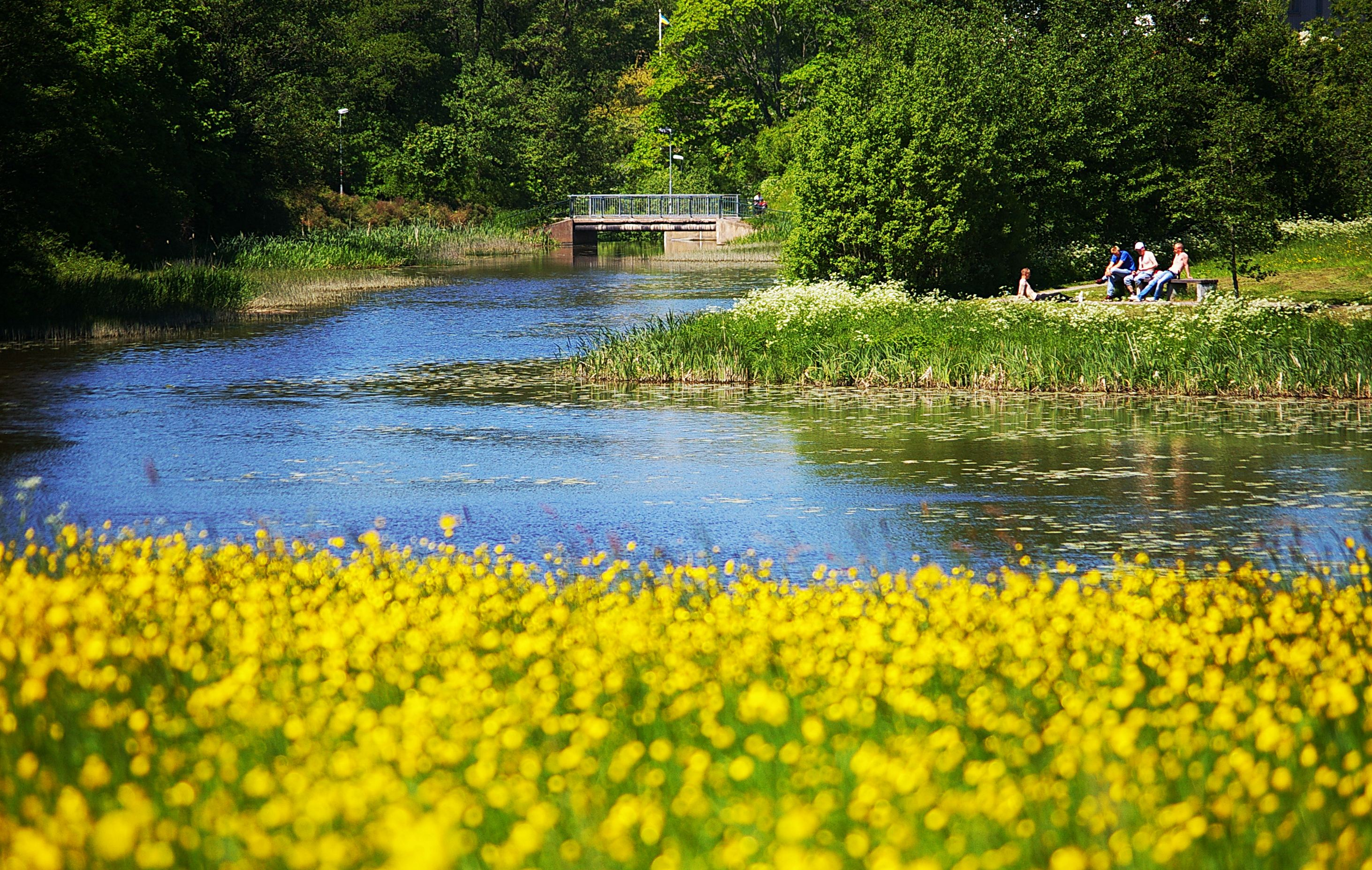
Tinnerbäcken sedd från Berga, mot US och Linköpings centrum

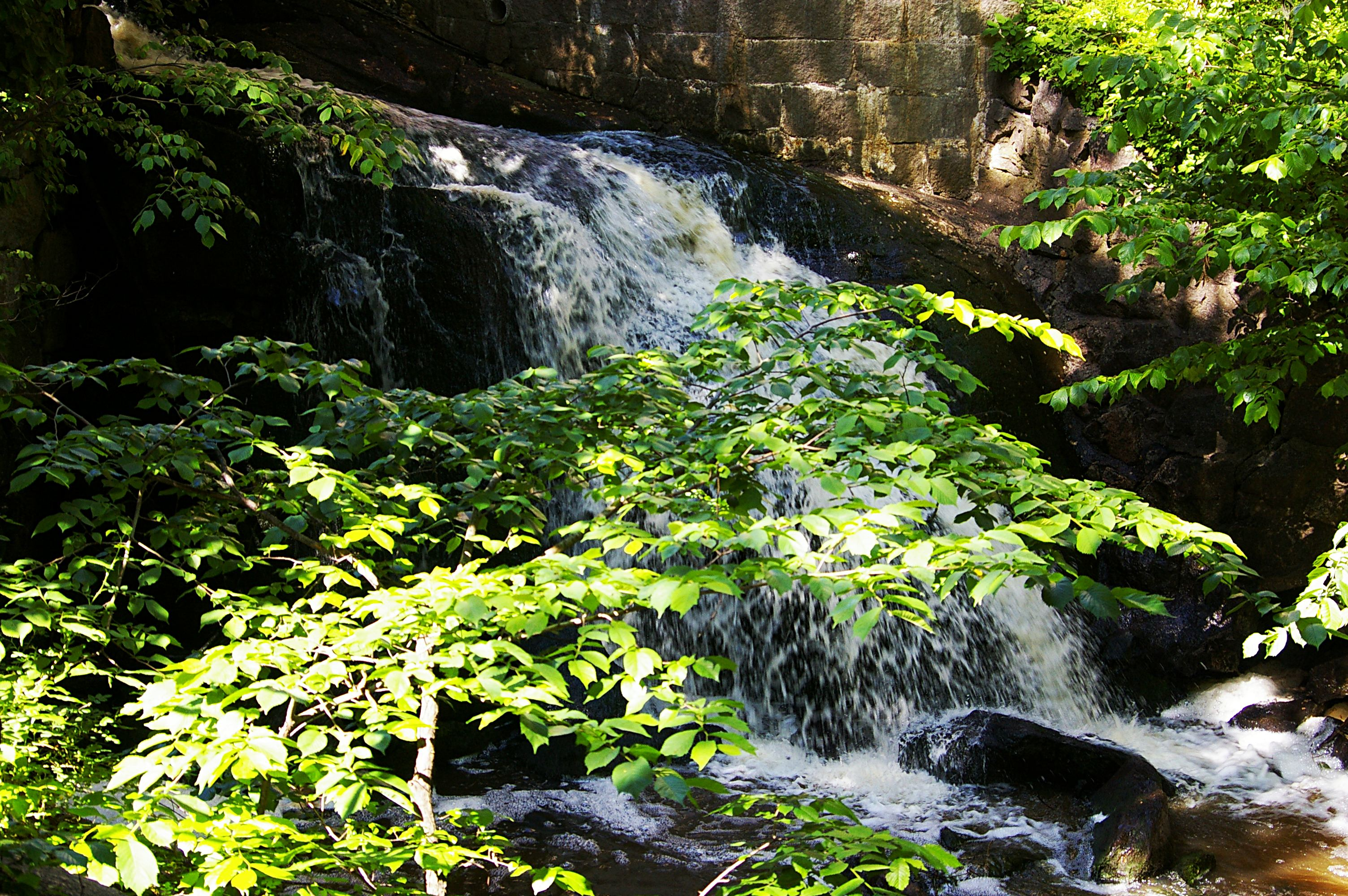
Sandbäcksfallet i Tinnerbäcken, mellan US och Tinnerbäcksbadet nära Linköpings centrum

Tinnerbäcken är ett vattendrag i södra Linköping. Den tar sin början på jordbruksmarkerna söder om Ullstämma. Längre nedströms rinner den genom stadsdelarna Vidingsjö och Berga, där den fylls på av Smedstadsbäcken. Vidare passeras Ramshäll och Ekkällan, där universitetssjukhuset ligger, innan bäcken slutligen mynnar i Stångån strax sydöst om Linköpings centrum. 
Området närmast Tinnerbäckens sträckning genom Linköping har till största delen parkkaraktär. Bäcken kantas av gång- och cykelstråk.
Ibland häckar forsärla vid Tinnerbäcken.